# Old Faithful

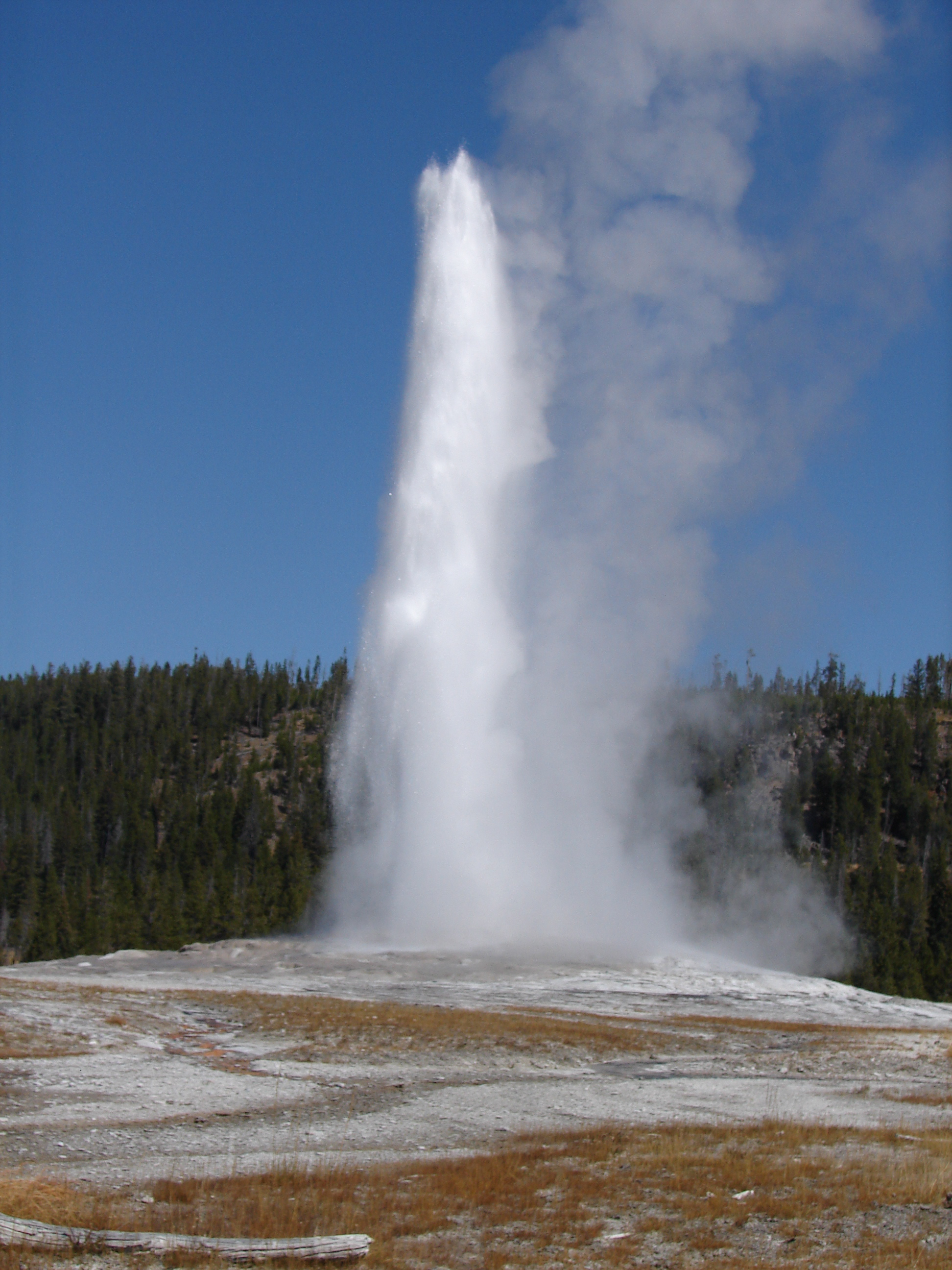
Erupcja gejzera Old Faithful

Old Faithful – gejzer położony w Parku Narodowym Yellowstone w amerykańskim stanie Wyoming. Old Faithful nie jest ani największym ani najbardziej regularnie wybuchającym gejzerem w parku, jednak jest jednym z najpopularniejszych, ponieważ wybucha regularnie i najczęściej z wszystkich dużych gejzerów. Jego nazwa, która dosłownie oznacza „stary wierny”, została nadana mu przez ekspedycję w 1870 roku i odzwierciedla fakt, że erupcje gejzera są dość dokładnie przewidywalne.
Gejzer wybucha przeciętnie 17 razy na dobę. Ze względu na trzęsienia ziemi na przestrzeni kilku ostatnich dekad średni odstęp czasu pomiędzy erupcjami uległ stopniowemu wydłużeniu. W 2004 roku przerwa pomiędzy erupcjami trwała ok. 55–100 minut i była proporcjonalna do czasu trwania erupcji poprzedniej. Erupcje trwały zazwyczaj od 1,5 do 5 minut. Po erupcji trwającej mniej niż 2,5 minuty następuje przerwa 65 minutowa (±10 min), a po erupcjach dłuższych niż 2,5 minuty, przerwa 92 minutowa (±10 min). Po trzęsieniu ziemi z 1998 roku najczęściej mają miejsce dłuższe erupcje z długą przerwą.
W czasie erupcji gejzera w powietrze wyrzucane jest od 14 do 32 tysięcy litrów wrzącej wody. Wyrzucana woda ma średnią temperaturę 95 °C, gdyż na wysokości na której położony jest gejzer, 2245 m n.p.m., temperatura wrzenia wody wynosi 93 °C. Wybuchająca woda tworzy szeroką kolumnę o średniej wysokości 40 metrów, choć może ona mierzyć od 32 do 56 metrów.